# 瑟邦库尔
瑟邦库尔（法語：Seboncourt，法語發音：[səbɔ̃kuʁ]）是法国上法蘭西大區埃纳省的一个市镇，属于圣康坦区。

## 地理
瑟邦库尔（49°57'15"N, 3°28'46"E）面积11.8 平方千米，位于法国上法蘭西大區埃纳省，该省份为法国北部内陆省份，北起北部省，西接索姆省和瓦兹省，东临阿登省和马恩省，西南至塞纳-马恩省，东北部与比利时接壤。
与瑟邦库尔接壤的市镇（或旧市镇、城区）包括：艾松维尔-贝诺维尔、博安昂韦尔芒多瓦、埃塔沃和博基欧、大弗雷努瓦、格鲁吉、梅讷夫雷、沃-昂迪尼。

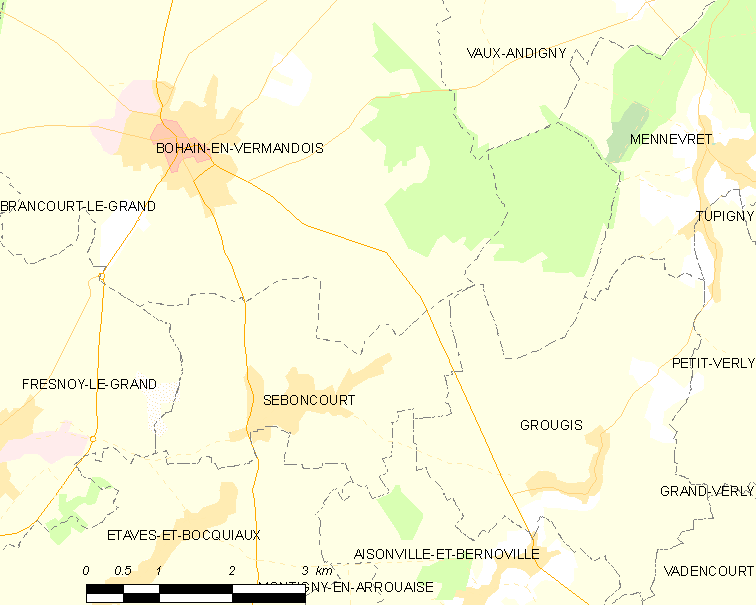
瑟邦库尔的OSM定位图

瑟邦库尔的时区为UTC+01:00、UTC+02:00（夏令时）。

## 行政
瑟邦库尔的邮政编码为02110，INSEE市镇编码为02703。

## 政治
瑟邦库尔所属的省级选区为博安昂韦尔芒多瓦县。

## 人口

1962-2008年间瑟邦库尔人口变化图示

瑟邦库尔于2022年1月1日时的人口数量为1085人。